# Вулиця Листопадна (Львів)
Вулиця Листопадна — вулиця у Сихівському районі міста Львова, в місцевості Новий Львів. Сполучає вулицю Угорську з проспектом Червоної Калини. 

## Історія
Вулиця прокладена у 1930-х роках в районі Бєльоско (нині назва не використовується) і 1938 року отримала назву Гродинського, на честь польського архітектора, засновника та активного учасника скаутського і харцерського рухів у Польщі Єжи Гродинського (1883-1918). Під час німецької окупації, у 1943-1944 роках мала назву Гроднерґассе. Після повернення совітів у липні 1944 року, вулиці повернута передвоєнна назва Гродинського і вже від 1950 року сучасна назва — вулиця Листопадна, яка походить від назви одного з місяців року або ж від природного явища спадання листків у рослин восени — листопада.

## Забудова
Забудова вулиці Листопадної — двоповерхова барачна 1950-1960-х і п'ятиповерхова 1970-х років.